# Nathalie Sarraute
Nathalie Sarraute, eredeti nevén Natasa Csernyák (Oroszország, Ivanovo, 1900. július 18. – Párizs, 1999. október 19.) orosz származású francia írónő. Az újságíró Claude Sarraute édesanyja.

## Élete
Nathalie Sarraute gyermekkorát ingázva töltötte Franciaország és Oroszország között, míg végül 1909-ben családja véglegesen le nem telepedett Párizsban. Jogi, történelmi és szociológiai tanulmányok után végül ügyvéd lett. Mindeközben felfedezte a 20. század irodalmát, főleg Marcel Proustot és Virginia Woolfot, akik teljesen felforgatták a regényről alkotott nézeteit. 1925-ben nőül ment a szintén ügyvéd Raymond Sarraute-hoz, kettejük szerelméből három gyermek Claude, Anne és Dominique született.
1932-ben írta első szövegét, a Tropizmusokat (Tropismes), melyet csak 1939-ben adtak ki. Művét még Jean-Paul Sartre és Max Jakob is lelkesen fogadta. 1941-ben a zsidóellenes törvények hatására törölték nevét a jogászok jegyzékéből, gyakorlatilag ettől kezdve már csak az irodalomnak szentelte életét.
1956-ban látott napvilágot A gyanakvás korszaka (L'Ère du soupçon) című esszéje, amely visszautasította a regény hagyományos konvencióit. Ekkor vált a nouveau roman irányzatának képviselőjévé sok olyan francia íróval együtt, mint Alain Robbe-Grillet, Michel Butor vagy Claude Simon.
Írásaiban mindvégig szeretne eljutni a névtelen anyaghoz, amilyen a vér. Igyekszik feltárni a ki nem mondottat és a meg nem bántat, hogy így engedjen bepillantást a párbeszéd-mögöttiség világegyetemébe. Remekül leplezi le Sarraute azokat a bennünk rejlő kis bűncselekményeket, melyek mások beszéde hallatán születnek bennünk. Ezek a csevejek gyakran ártalmatlannak tűnnek, mivel pusztító hatásuk közhelyek, kedvesség és udvariasság mögé vannak rejtve.

## Művei
- Tropismes, 1939, szöveggyűjtemény – magyarul Tropizmusok címmel jelent meg részlet a Tiszatáj 2011. 12. számában. (Ford. Lombár Izabella)[1]
- Portrait d’un inconnu, 1948, regény – magyarul egy részlet jelent meg Egy ismeretlen arcképe címmel A francia "új regény" c. antológiában. Budapest, Európa Könyvkiadó, 1967. (Ford. Pór Judit)
- Martereau, 1953, regény
- L'Ère du soupçon, 1956, esszé – magyarul két részlet A gyanakvás korszaka és Párbeszéd és belső párbeszéd címmel A francia "új regény" c. antológiában. (Ford. Réz Pál)
- Le Planétarium, 1959, regény – magyarul: Planetárium. Budapest, Európa Könyvkiadó, 1973. (Ford. Farkas Márta)
- Les Fruits d'or, 1963, regény
- Le Silence, 1964, színmű
- Le Mensonge, 1966, színmű
- Entre la vie et la mort, 1968, regény
- Isma, ou ce qui s’appelle rien, 1970, színmű
- Vous les entendez ?, 1972, regény
- C’est beau 1975, színmű
- « disent les imbéciles », 1976, regény
- Elle est là 1978, színmű
- L’Usage de la parole, 1980, regény
- Pour un oui ou pour un non 1982, színmű
- Enfance 1983, regény – magyarul: Gyerekkor. Budapest, Magvető, 1986. (Ford. Pór Judit)
- Tu ne t’aimes pas, 1989, regény
- Elle est là 1993, színmű
- Ici, 1995, regény
- Ouvrez, 1997, regény
- Lecture, 1998

## Magyarul
- Planetárium; ford. Farkas Márta, utószó Fodor István; Európa, Bp., 1973 (Modern könyvtár)
- Gyerekkor; ford. Pór Judit; Magvető, Bp., 1986 (Világkönyvtár)

## Lásd még
- Francia irodalom